# آرثر باركلي
آرثر باركلي (بالإنجليزية: Arthur Barclay)‏ (و. 1854 – 1938 م) هو سياسي من ولد في بريدج تاون.